# 水燈

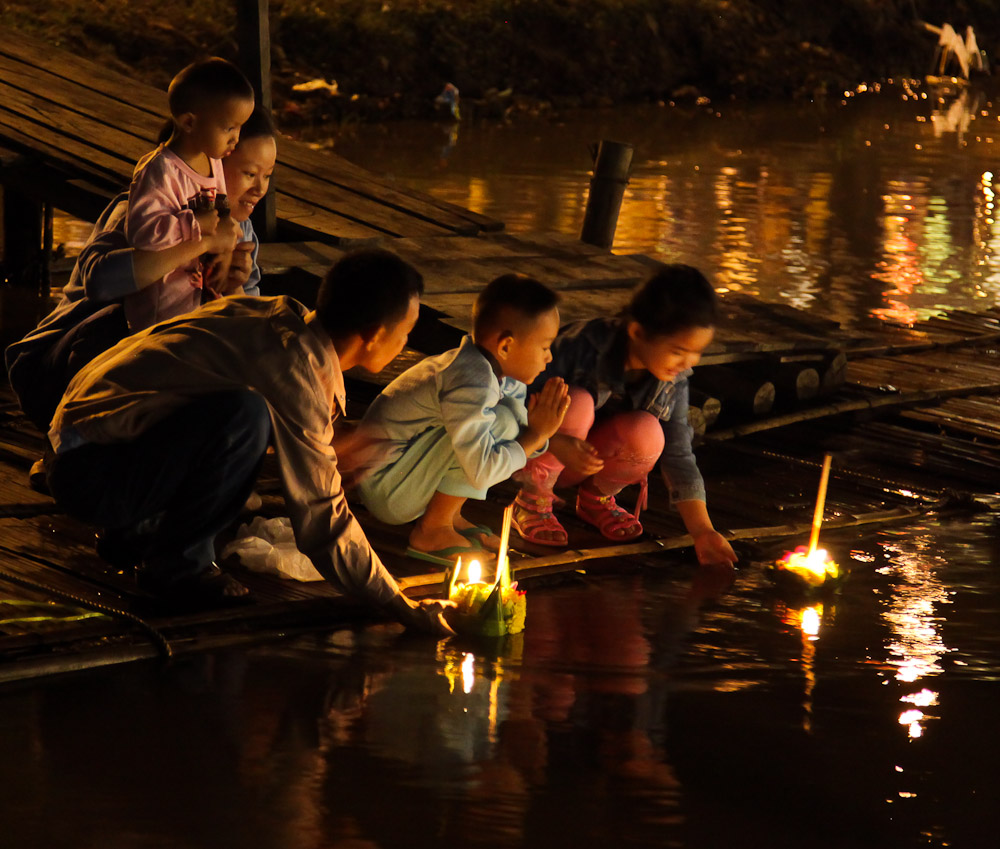
泰國的放水灯

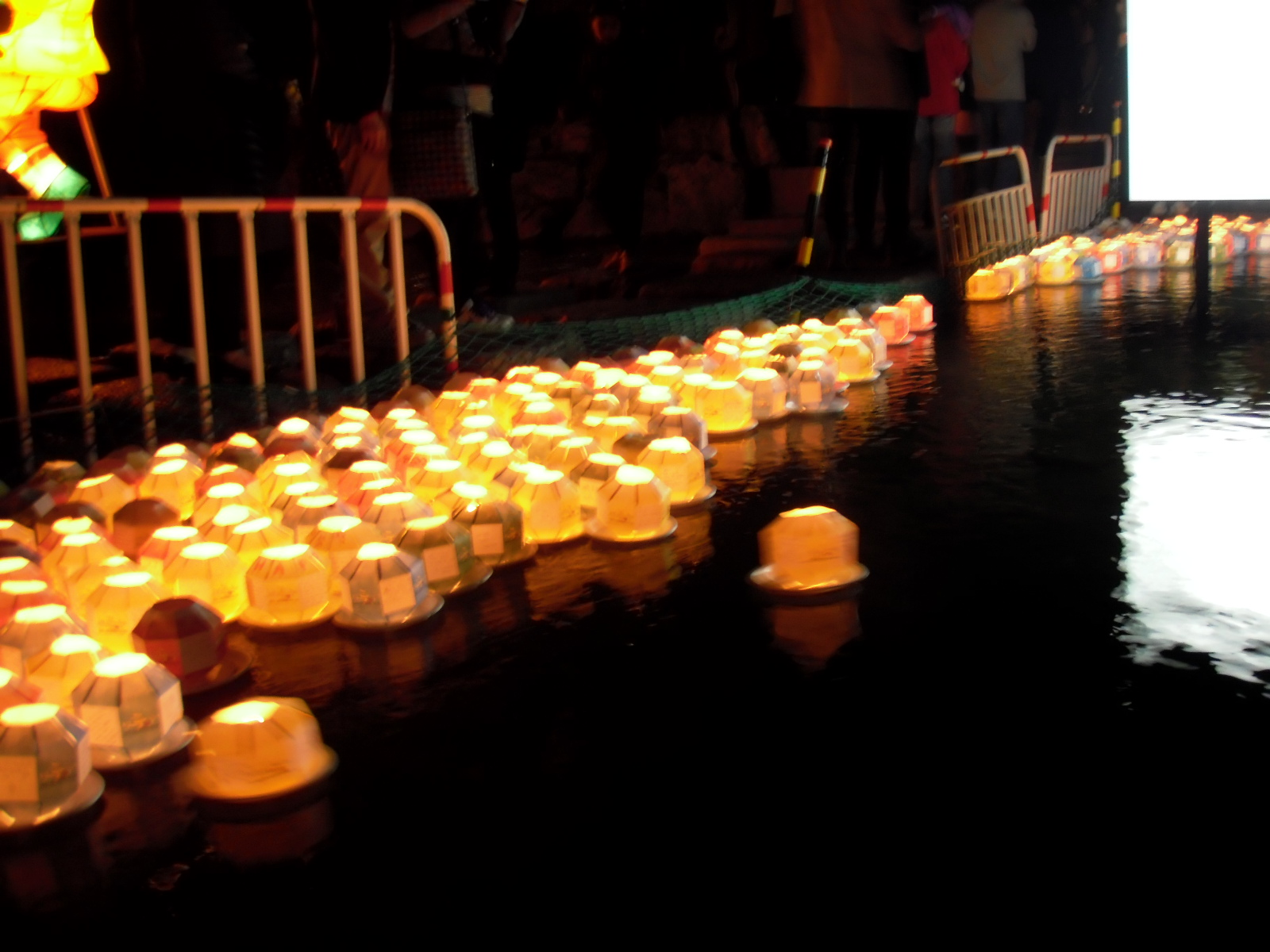
韓國的水灯

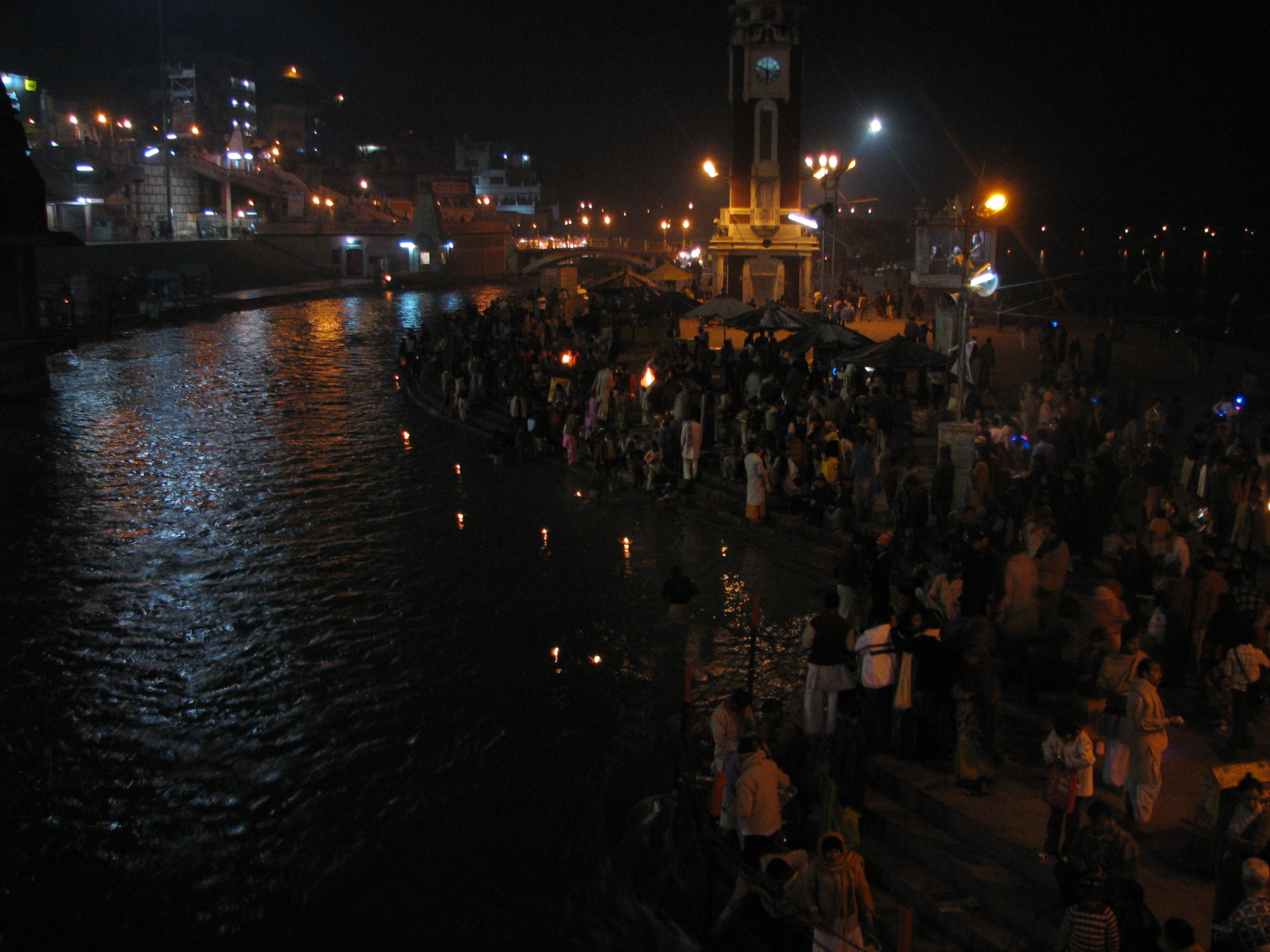
印度恆河的放水灯

水灯，又稱流燈，是浮于水面的燈，依水燈所在的水體不同又稱河灯、江燈、湖燈等。最原始的水燈是把點燃的燈放進水裡漂浮的一種，稱為水燈頭。水燈源自印度，後來因佛教傳播，流傳至東南亞及東亞地區。在包括東南亞在內的南亞文化圈中，水燈是祭祀、送厄、祈福的儀式，在東亞則多見於普渡儀式中，屬一種接引水中孤魂接受普渡的儀式，為祭水幽儀式的一種，常見於醮會、盂蘭勝會等，又稱照冥。在台灣、日本又有水燈排，是以大竹子或木頭為中柱，左右以數條竹子或杉木紮成筏形，分幾十格或幾百格，每格懸掛一燈。除了在水中漂浮的水燈外，近年還出現了固定在水中位置的。

## 源由
水燈源于印度教、婆羅門教，是法會的一種稱為阿爾蒂的祭祀儀式中之燈祭。其中水燈是用作祭祀河神如恆河女神等，並有流放罪孽、送走厄運、祈求好運的寓意 。佛教建立後，這儀式也被沿襲，佛教的說法認為巨讀南瑪河岸上印有佛祖的腳印，人們就放水燈送到佛祖腳印地方，以示對佛祖的崇敬。後來再有了引領水中孤魂的意義。

## 傳播

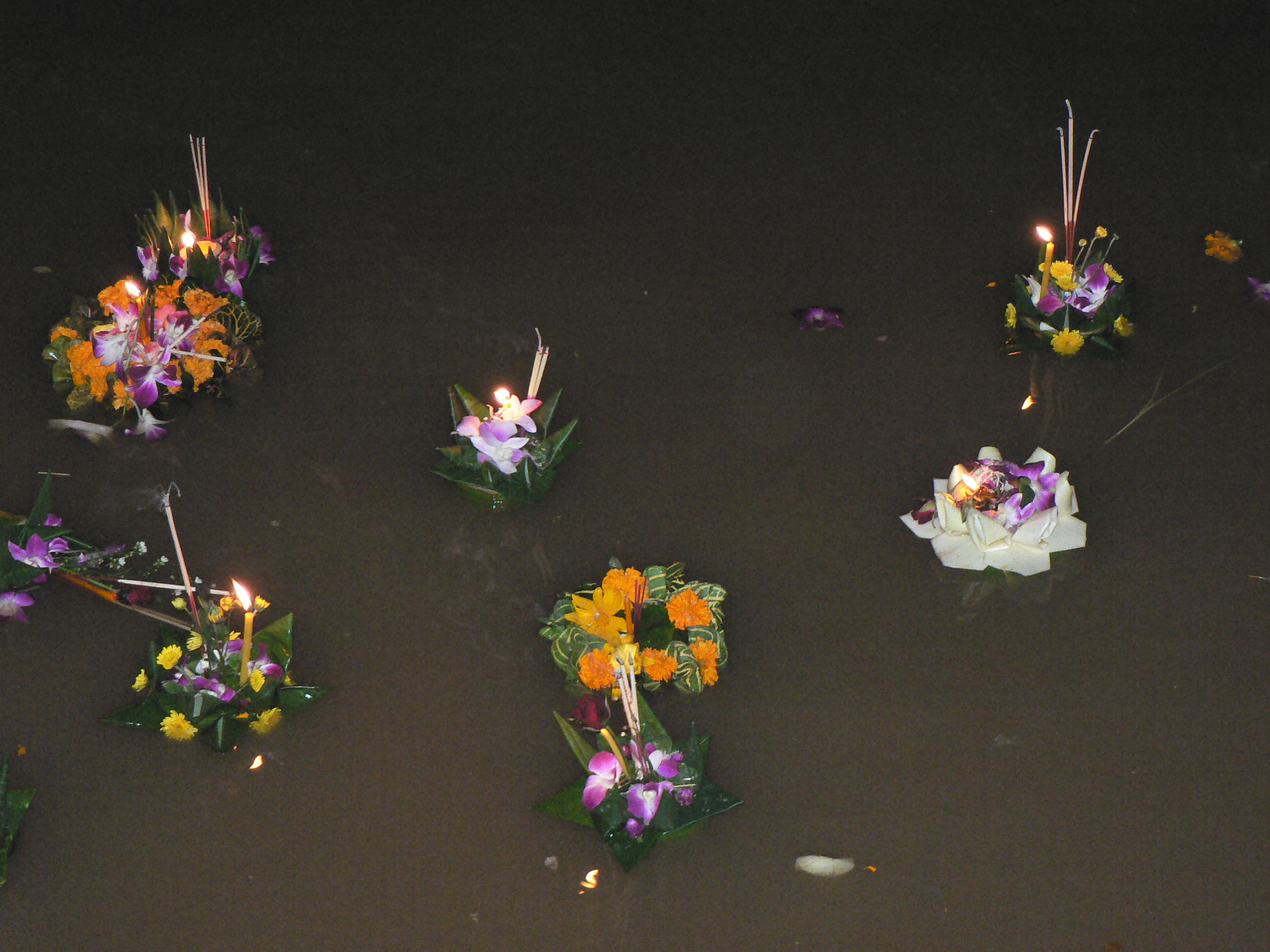
泰國清邁的水灯

隨著印度教和佛教傳播，放水燈常見於南亞和東南亞等信奉印度教和南傳佛教地區的傳統節日和祭祀儀式中。東亞盛行的漢傳佛教中也繼承了佛教的放水燈，並與本土信仰結合。

### 印度文化圈中的水燈
印度文化圈的水燈皆為水燈頭，見於各種傳統節慶和祭祀，尤其是月圓日子的節日，包括衛塞節、屠妖節、潑水節、水燈節、送水節等，造型有簡單的燈盞，也有以鮮花、葉子等植物素材製作的。印度教傳統節日屠妖節中的阿爾蒂儀式就包括放水燈。水燈也是東南亞的南傳佛教節日水燈節的重要儀式之一。這些地區的放水燈主要的意義是祭祀神明、送走災厄、迎來幸福，一些青年男女也會以放水燈來祈求美好姻緣。後來又有了為水中孤魂引路的意義。

### 東亞文化圈的水燈

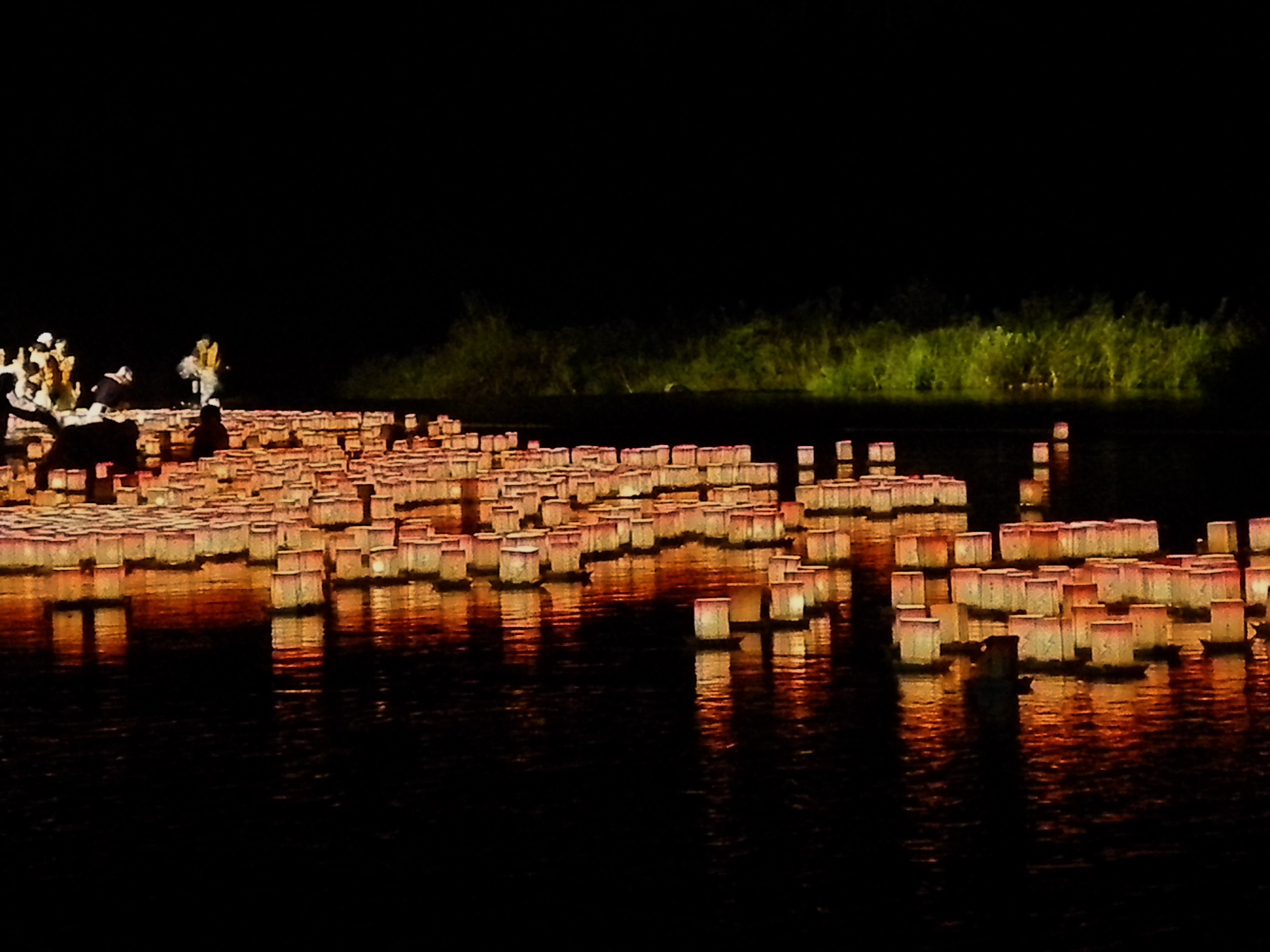
日本福井縣永平寺町盂蘭盆會的水灯

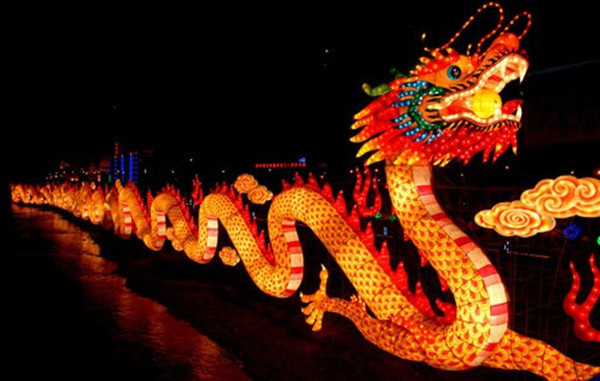
龍型固定式水灯

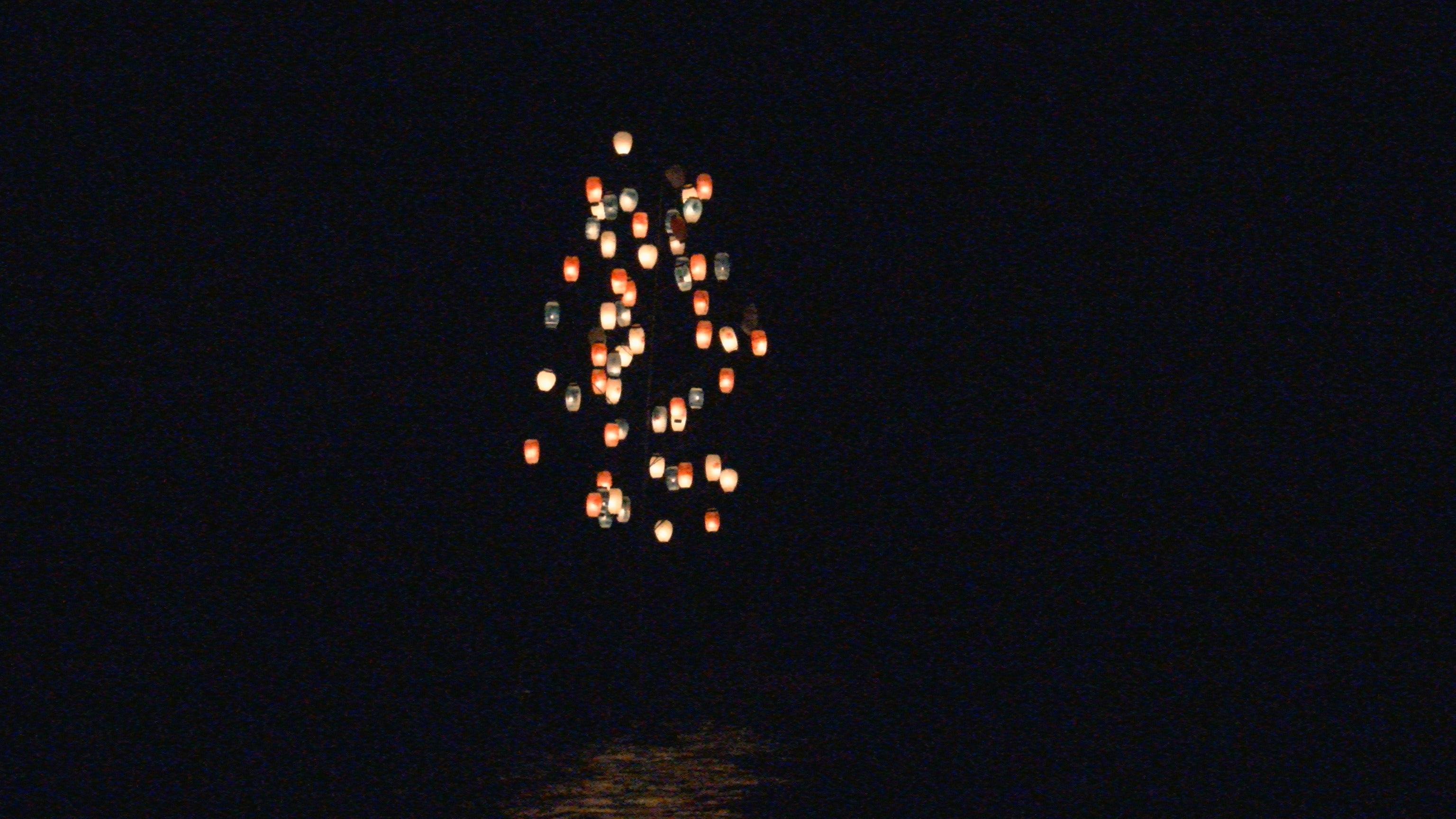
日式施餓鬼舟

東亞文化圈的放水燈儀式除了沿襲祭祀神明、送災祈福的意義外，還是祭水幽的一種儀式。在東亞文化中，水燈不但為了實現放燈者的心願，也是人們寄托對逝者的緬懷思念，是人們祈福、避邪、消災、祛病的吉祥物。在廣東有放水燈求子習俗，蘇州和杭州的婦女則有在放水河的過程中比拼誰放得多，誰做得好的習俗。也有些地區的喪禮習俗包括放水燈，除表達對亡者的思念外，還有照亮冥河的意思。有些地區的水燈要經道士或法師念咒施法後才放入水中。這種情況下有些人會認為水燈在水中漂浮而不翻倒越久，法師的本領越高，亡靈的福氣也越大。除了宗教信仰功能外，水燈還可以作傳達訊息之用。例如朝鮮王朝時代發生的壬辰倭亂中，軍人在晉州就曾以水燈作為訊號燈。
東亞放水燈最早的文獻記載是中國唐代，詩人李郢《上元日寄湖杭二從事》一詩提到當時元宵節放水燈的情景，宋朝人吳自牧《夢梁錄》，書中記載，中元節時後宮妃嬪差遣內侍差到龍山放江燈萬盞。而宋末元初人周密著的《武林舊事》則記載當時浙江人於中秋節放稱為「一點紅」的羊皮水燈之記載，是祈福用的水燈。朱元璋建立明朝，定都南京，於洪武五年（1372年）元宵节下令在秦淮河燃放水灯万盏，後來南京又有於中元節與盂蘭盆節的習俗，此外明朝进士田汝成所著《西湖游览志余·熙朝樂事》亦記載當時佛教僧侶所設的盂蘭盆會在西湖面和河上，稱為照冥。劉侗、天奕正的《帝京景物略》則記載北京城內佛寺盂蘭盆會的放河燈。清代放水燈經常見於各地普渡儀式中，潘榮陛的《帝京歲時紀勝》記載當時的京師中元節設有盂蘭道場，七月十三至十五由小太監放以荷葉放上蠟燭製成的河燈，羅列兩岸，數以千計；又用琉璃製成荷花形的河燈，並稱之為代表「慈航普渡」。。
水燈亦見於日本、朝鮮半島、越南等地區，日本稱為燈籠流（日语：灯籠流し），朝鮮稱為流燈（韓語：유등），是傳統節日和祭祀的環節之一，最常見於中元節與盂蘭盆節中的盂蘭盆會日本的放水燈習俗不會晚於鐮倉時代，當時鎌倉幕府在盂蘭盆節期間舉行萬燈會，七、八歲的女孩會放水燈。
除了水燈頭外，還有水燈排和固定式的水中燈籠。水燈排又稱水燈筏，見於台灣、日本，日本稱為施餓鬼舟，是把多個燈籠掛在竹或木製的筏上，筏隨水漂流。固定式的水中燈籠則是近年出現，是在水面裝上固定的電燈籠，這類水燈往往用於以賞燈為主的活動。

#### 中元節與盂蘭盆節的水燈
中元節與盂蘭盆節的放水燈常見於在江、河、海、湖、池等水域附近舉行的盂蘭盆會中，放流燈火，迎接到來的亡魂，幫亡魂照路，邀來同享香火。在華人地區、日本、越南，各地於水邊舉辦的盂蘭盆會皆有放水燈的習俗，朝鮮半島的放水燈則多見於佛寺舉行的盂蘭普渡法會。台灣的水燈上面有一「普渡旗」，放水燈前要以毛筆寫上「慶讚中元」、「廣施盂蘭」、「敬奉陰光」、「冥輝普照」等「中元敬語」字樣，並寫上自己的姓名，讓好兄弟（對孤魂的敬稱）知曉是哪家施主所供奉，也有直接寫在燈上而不用旗者。台灣習俗認為水燈漂浮愈遠，放水燈的施主愈得庇佑。也有放水燈排，即在木筏上面懸放燈籠，吸引水中的「好兄弟」和餓鬼上陸來享用普渡的祭品。

#### 其他節慶祭典用的水燈
除中元節與盂蘭盆節，一些地區會在其他節慶活動如新春、元宵節、七夕、中秋節等放水燈，也有一些神誕如香港大嶼山梅窩洪聖誕「梅窩洪聖誕水燈天燈節」中的放水燈。此外一些醮會和紀念祭祀的祭水幽儀式中也有放水燈，例如香港太平清醮當中一些在河、池、海附近的太平清醮都會有放水燈儀式，韓國慶尚北道清道郡的清道流燈祭（韓語：청도유등제）也屬於這一類。
韓國晉州南江的晉州南江流燈祝祭除了祭祀壬辰倭亂中的亡魂外，也是紀念當時以水燈傳播訊息抗倭的事件。

## 水燈頭的材質和造型

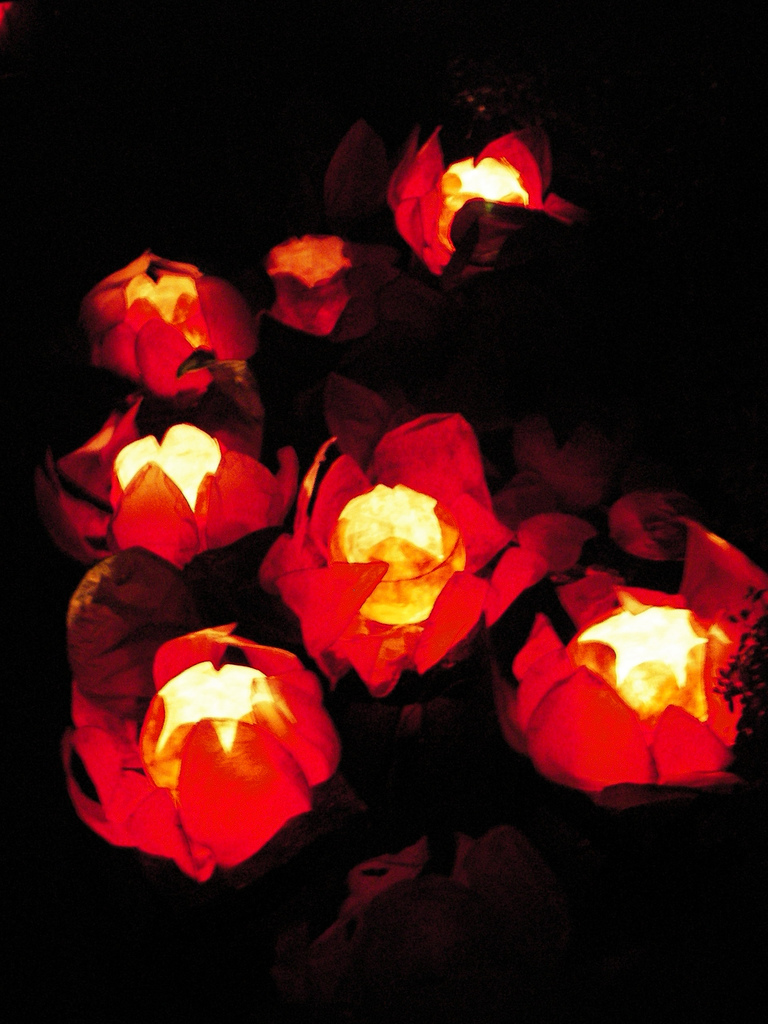
中式蓮花形水灯

水燈頭的造型依地區和族群不同而有變化，在印度和東南亞，水燈頭常用花和葉製成，在上面放上燈盞或點燃的蠟燭，近年也有非天然物料的水燈頭。除了以鮮花和葉片（如荷葉、蕉葉）拼成不同造型外，有些還會加入編織花葉的技巧。也有些以麵包製作。東亞的水燈頭除了天然花葉外，也常見以人造物料如紙、絹、琉璃等製成者，有簡單以紙糊成可浮在水面的形狀如碗形、盒子形或簡單的船形、蓮花形等，又有以摺紙方式摺成元寶形、船形、蓮花形的，也有以紙紮工藝製成較為複雜的形狀如房屋、宮殿形者，還有以琉璃製成蓮花形的。近年又有以塑膠製作者。台灣的祭幽用水燈常會放一支彩色三角形紙旗，號稱「普渡旗」，寫上節慶相關的語句和放水燈者的姓名。有些水燈會幾盞一組，用瓦盆、木板、笳籬或較大的紙燈托底。

### 圖片

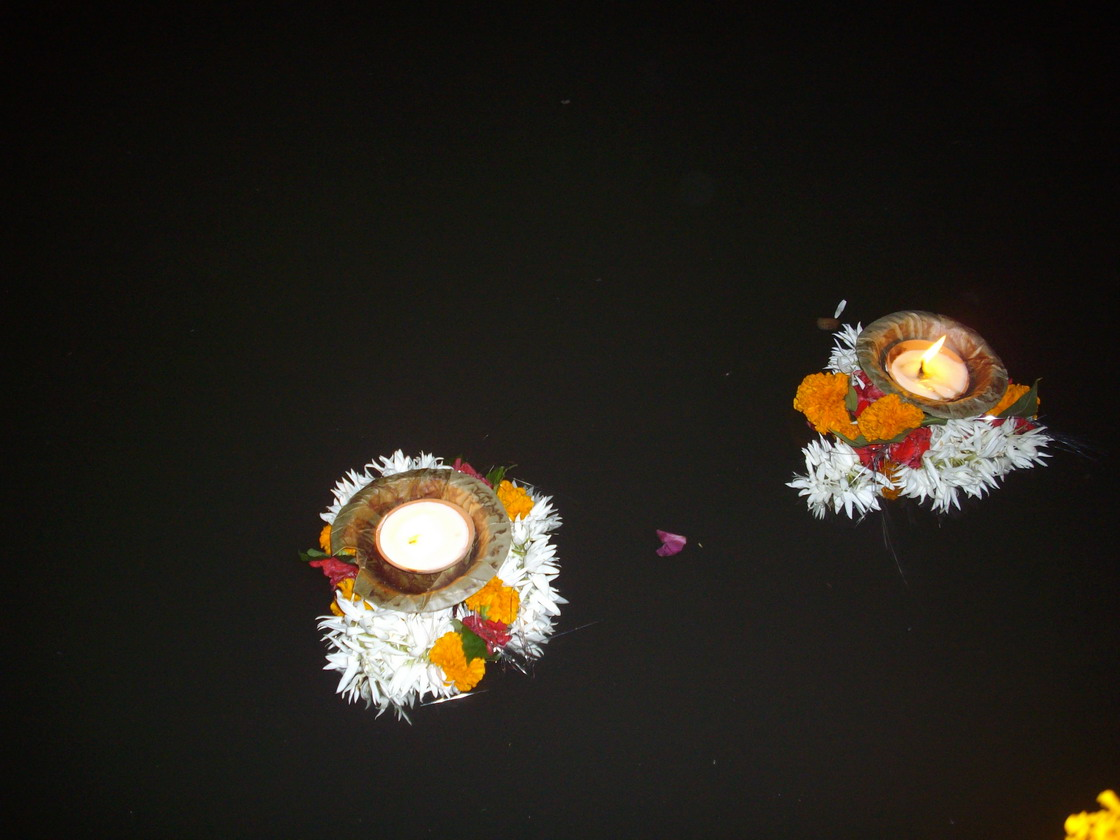
印度恆河漂浮著以鮮花砌成的水燈
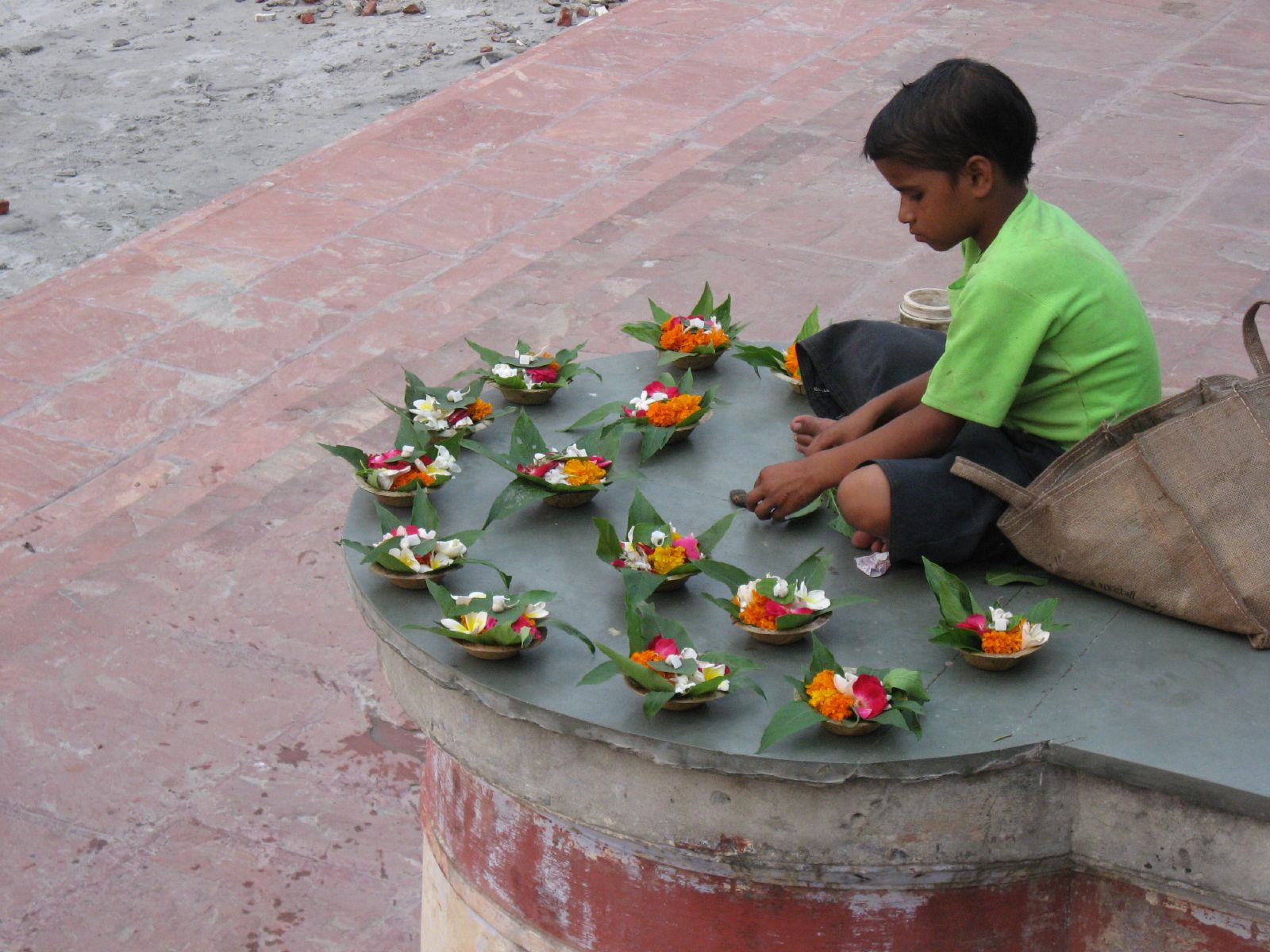
印度恆河邊售賣以花葉製成的水燈
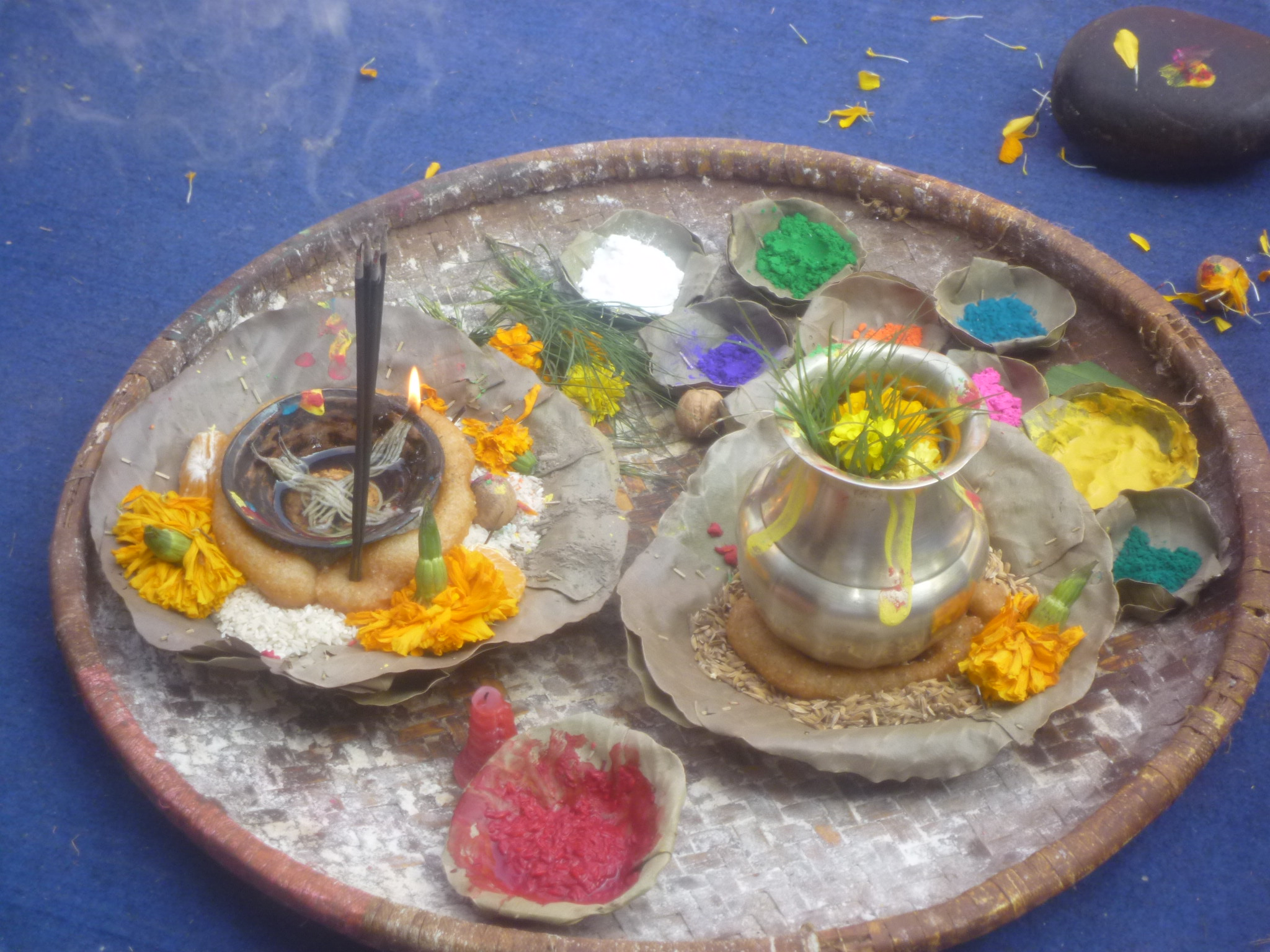
以笳籬托底、用荷葉加上花草、麵食製作的尼泊爾式水燈
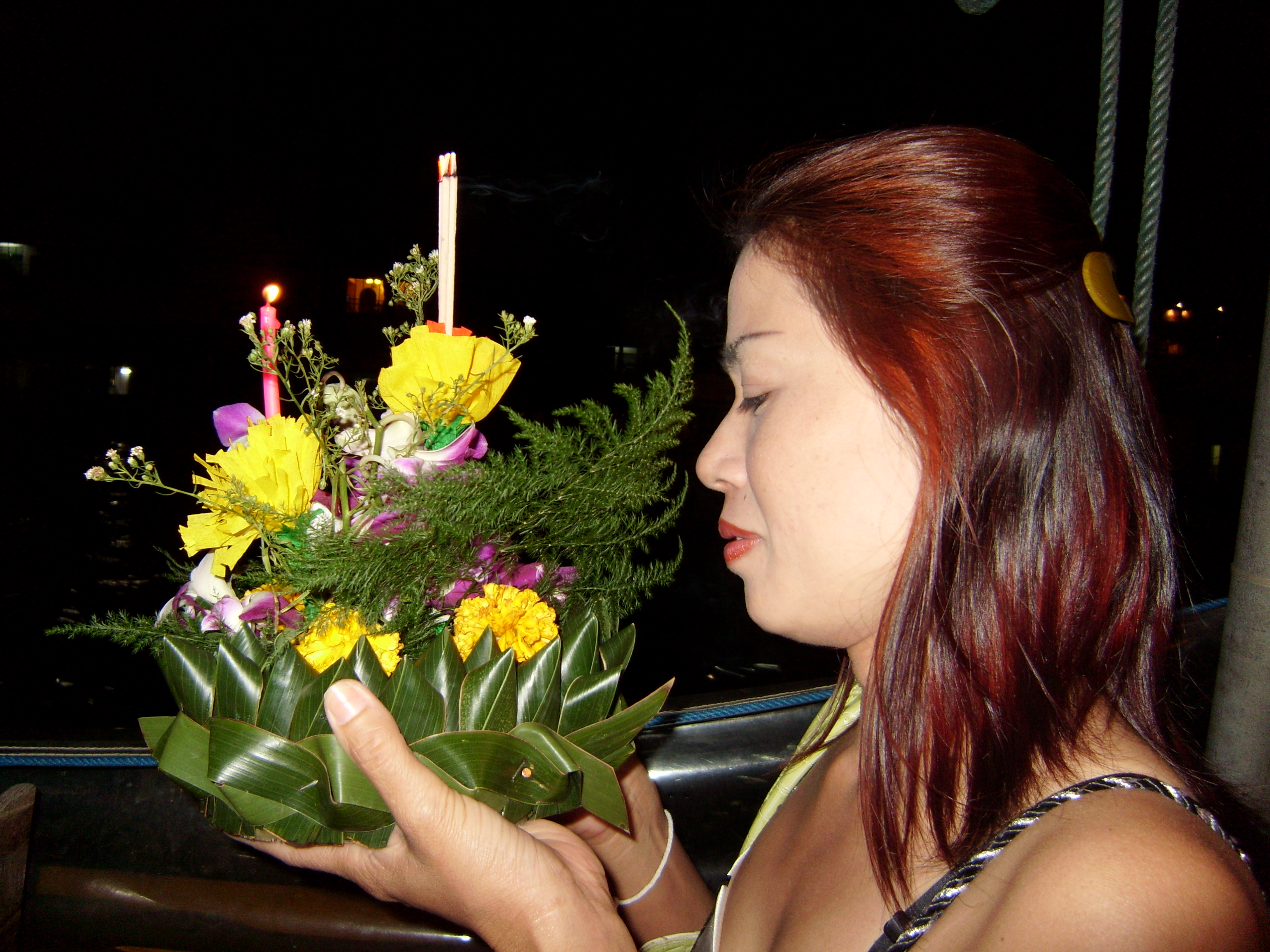
以鮮花、蕉葉砌成的泰式水燈
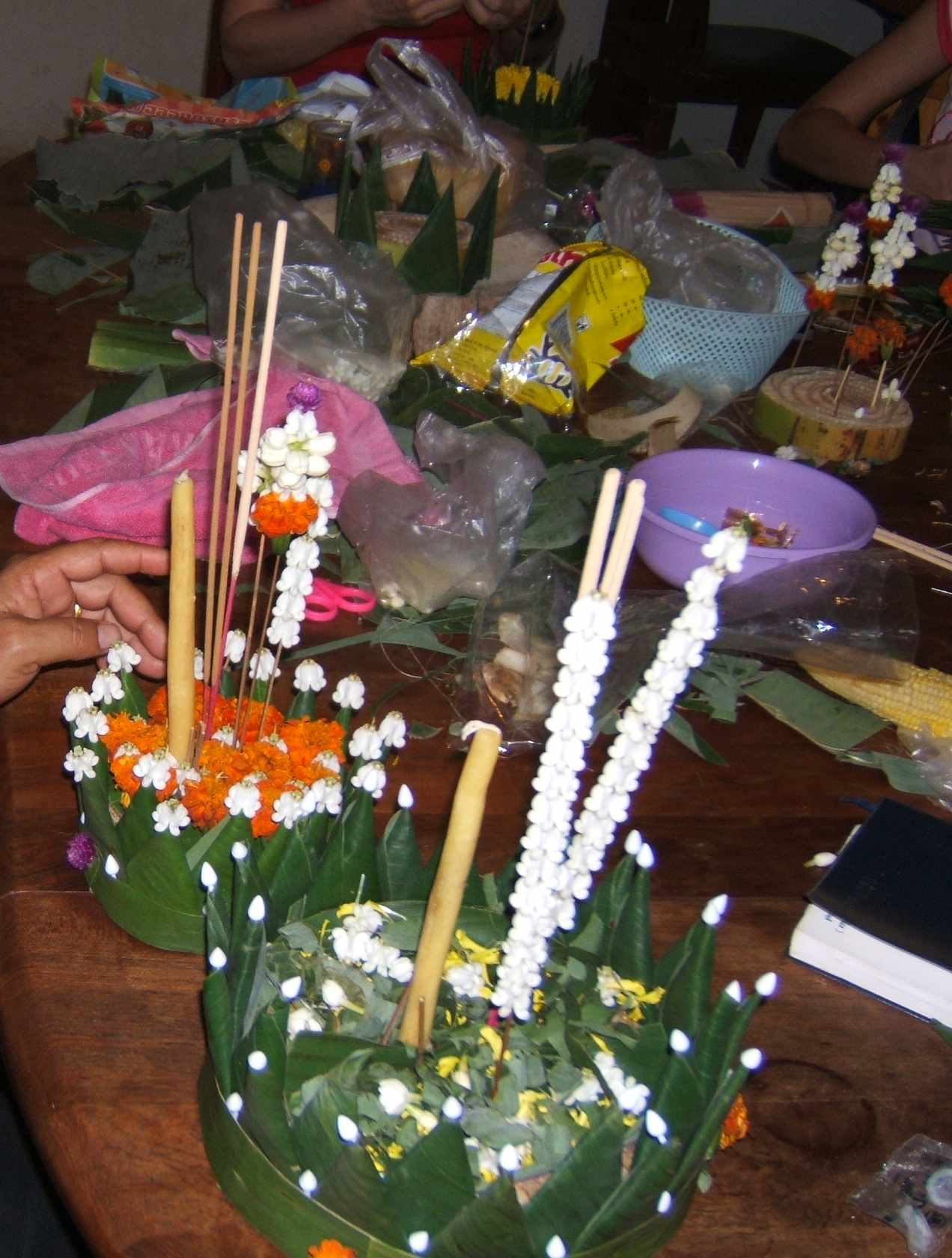
製作中的泰式水燈
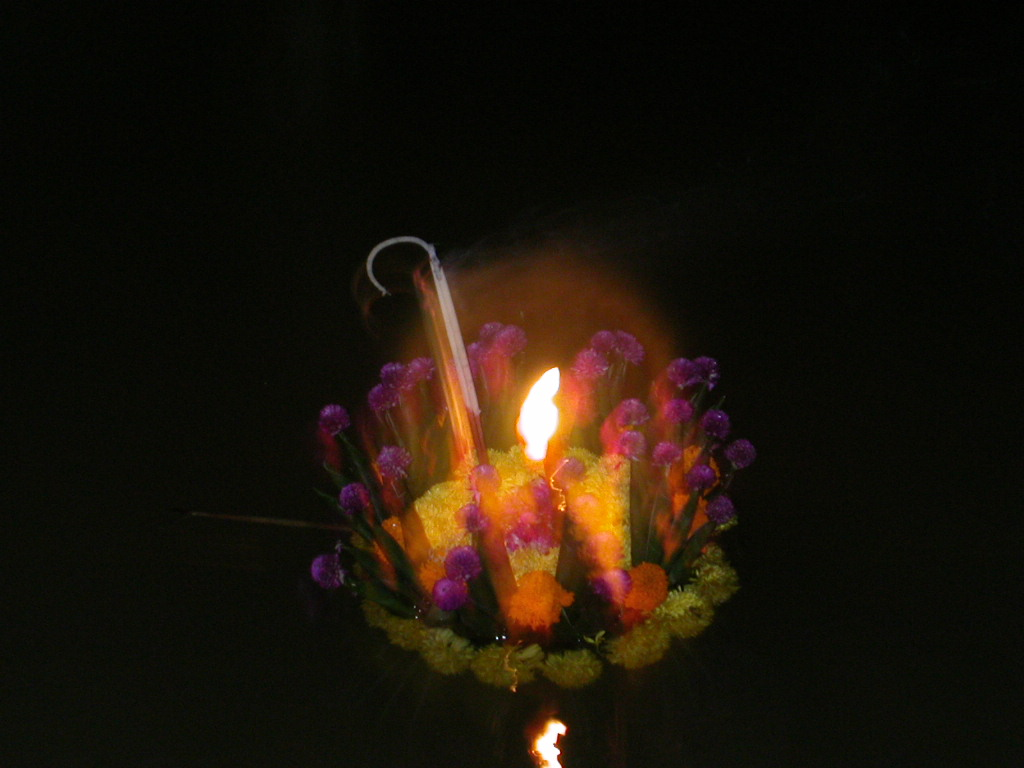
已燃點的泰式水燈
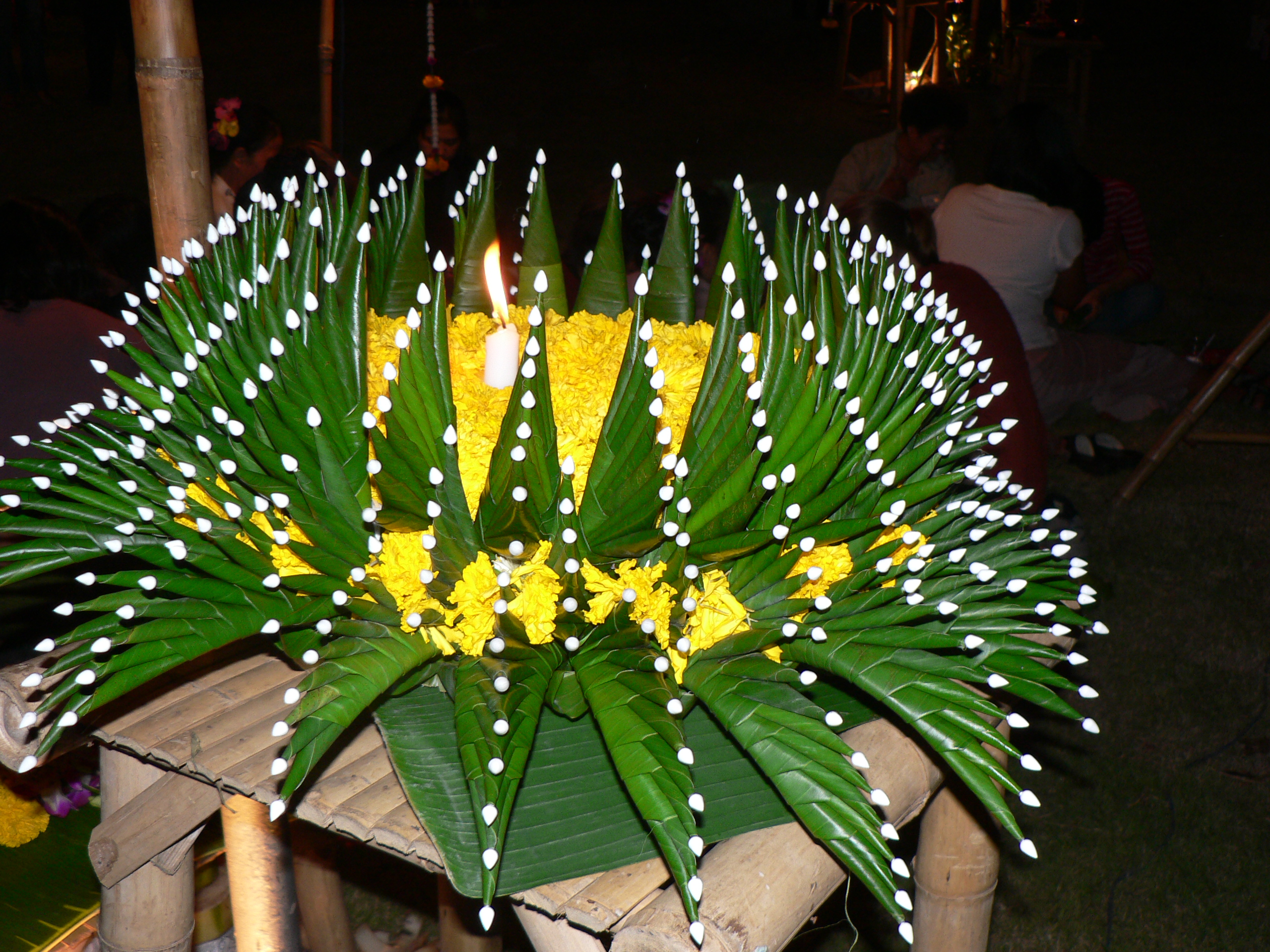
編織蕉葉製成的大型泰式水燈
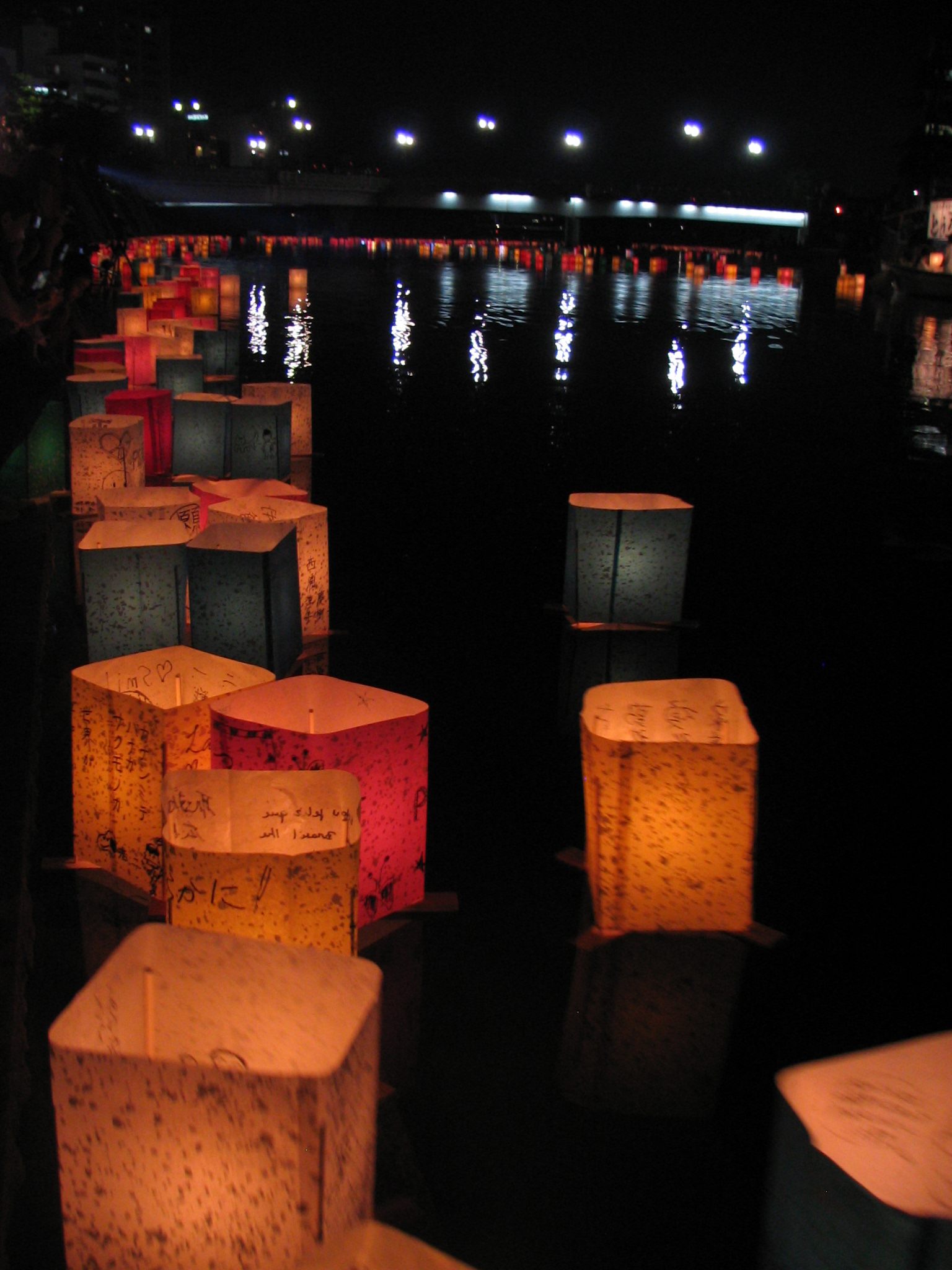
日本廣島縣廣島市的方形水燈

## 污染問題
由於人們放水燈後不會自行清理漂浮的水燈頭，任由水燈漂到遠處，這些水燈會變成垃圾，污染水質，如在狹窄的河道上，更可能會造成河流堵塞，影響河水流速。加上有些水燈用非天然物料如塑膠、保麗龍等製作，不能自然分解，造成嚴重污染。
有見及此，各地區都採取不同措施減輕放水燈所造成的污染問題。有些地區全面禁止放水燈，亦有些為了平衡傳統和環保，作出一定限制。例如攔截水燈，有地區設置攔截網阻止水燈漂流至指定範圍外，亦有地區派工作人員即時攔截水燈。也有些在活動結束後打撈、清理漂浮的水燈。這些措施都是把水燈回收，避免水燈長久留於水中。也有些是從根本上減少水燈的數量和縮小水燈的體積，以及呼籲人們用以可自然分解的天然材料製作水燈，藉此減輕污染問題等。